# Gendarmaria

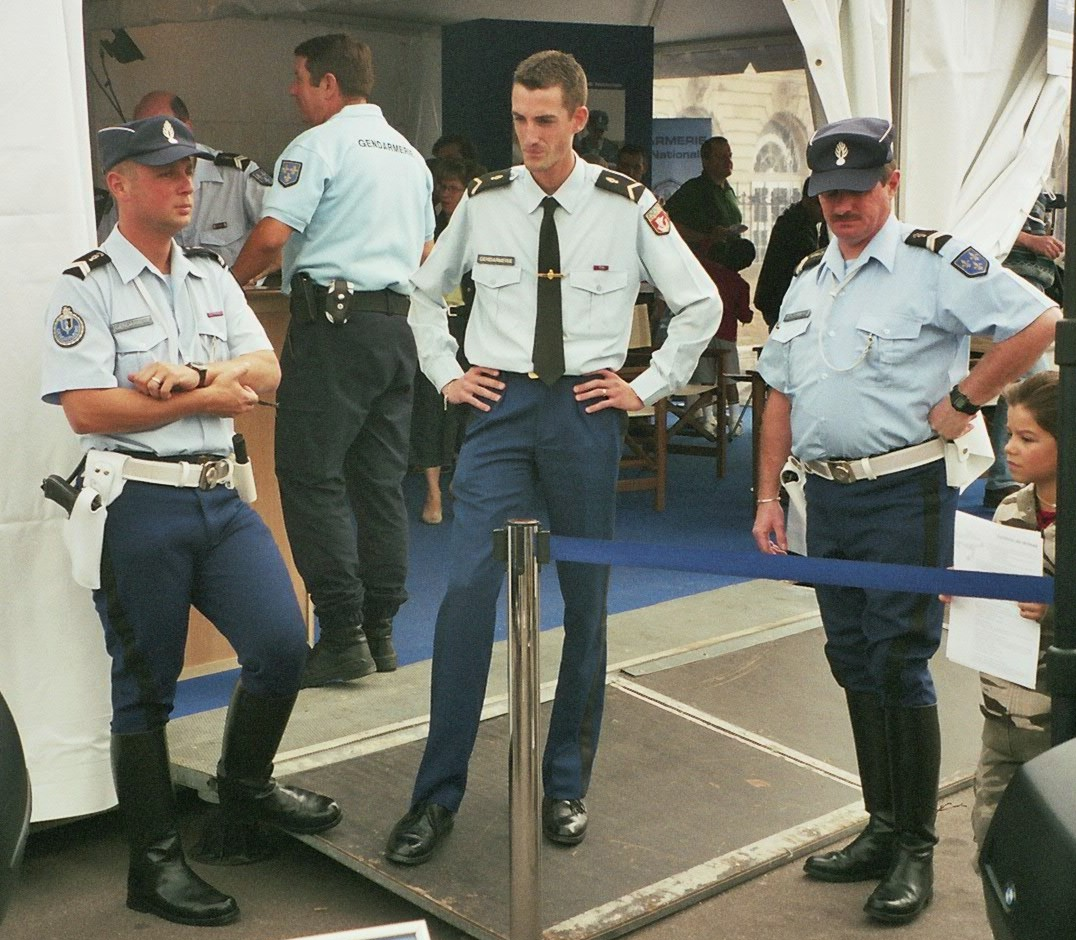
Gendarmas franceses.

Uma gendarmaria, gendarmeria ou simplesmente guarda (em francês: gendarmerie) é uma força militar, encarregada da realização de funções de polícia no âmbito da população civil. Os seus membros são chamados gendarmas.
Atuam, sobretudo, de forma repressiva e preventiva e com emprego de armas e técnicas típicas de forças militares. Ocasionalmente, as gendarmarias podem também exercer funções de preboste ou polícia militar no âmbito das forças armadas, sobretudo nos teatros de operações do estrangeiro.
A nomenclatura, do francês, designa-os literalmente como "policiais" ou "um membro de um corpo de soldados, especialmente na França, servindo como uma força policial armada para a manutenção da ordem pública".
Algumas das mais importantes organizações de gendarmaria modernas incluem a Gendarmaria Nacional da França, a Guarda Civil da Espanha, a Arma dos Carabineiros da Itália, a Guarda Nacional Republicana de Portugal, a Polícia Armada do Povo na China e a Gendarmaria Turca. No Brasil, existem as Polícias militares, que são gendarmarias sob jurisdição estadual, e a Força Nacional de Segurança Pública, de âmbito federal.
A  gendarmeria é uma força de segurança nacional que combina funções de polícia e de força militar, muitas vezes responsável pela manutenção da ordem pública, aplicação da lei e segurança em áreas rurais, fronteiras, estradas e outras regiões. A gendarmeria é comumente encontrada em diversos países, principalmente naqueles com influência francesa ou que adotaram o modelo francês de segurança.
A gendarmeria geralmente opera sob a autoridade do poder executivo do país e pode desempenhar uma variedade de funções, incluindo policiamento comum, investigações criminais, controle de multidões, patrulhamento de áreas rurais, fronteiras e estradas, além de auxiliar em situações de emergência.

## Etimologia e história
A palavra "gendarmaria" tem origem no termo francês "gendarmerie", o qual deriva do termo "gendarme". Por sua vez, "gendarme" tem origem no francês antigo "gens d'armes", significando "homens de armas". Historicamente, o termo "homem de armas" referia-se a um cavaleiro dotado de armadura pesada, normalmente de origem nobre, que servia nos exércitos europeus da Idade Média.
O termo ganhou conotações policiais no âmbito da Revolução Francesa, altura em que a anterior Maréchaussée (literalmente "marechalato") do Antigo Regime foi reorganizada e redesignada "Gendarmerie". O conceito e a criação de uma gendarmaria nacional surgiu assim, na Revolução Francesa, em consequência da Declaração dos Direitos do Homem e do Cidadão, na qual se prescrevia que a segurança era um dos direitos "naturais e imprescindíveis" e que, para preservá-la, era necessária a constituição de uma força pública, em benefício de todos.
A criação da gendarmaria francesa inspirou e serviu de modelo para a criação de instituições semelhantes em outros países, como foram os casos da Guarda Real da Polícia de Portugal (1801), da Marechaussee dos Países Baixos (1814), dos Carabinieri do Reino da Sardenha (1814), da Zhandarmov do Império Russo (1836), da Guardia Civil da Espanha (1844) e da Gendarmerie do Império Austro-Húngaro (1848).

## Capacidades policiais e militares
Tal como as polícias com membros civis, as gendarmarias desempenham funções policiais no âmbito da população civil, incluindo as tarefas de manutenção da ordem pública, de combate ao terrorismo e de fiscalização do trânsito rodoviário. Nos países onde existem tanto gendarmarias como polícias civis, as responsabilidades policiais de ambas as corporações são frequentemente repartidas com base em critérios territoriais ou funcionais. Por exemplo, segundo um critério territorial, normalmente as gendarmarias são responsáveis pelo policiamento das regiões rurais e dos pequenos centros urbanos, enquanto que o policiamento das grandes cidades fica a cargo das polícias civis. Segundo um critério funcional, frequentemente são atribuídas às gendarmarias responsabilidades em relação a funções policiais específicas como é o caso da guarda cerimonial dos chefes de Estado, da segurança de instalações críticas, do socorro em florestas e montanhas, da vigilância aduaneira e costeira e da proteção ambiental. 
Para além da capacidade policial, a natureza militar de uma gendarmaria implica normalmente que ela também disponha de uma capacidade para a realização de operações de combate, o que não acontece com uma polícia civil. No âmbito desta capacidade, para além do treino militar do seu pessoal, uma gendarmaria pode estar dotada de equipamento específico de combate como é o caso de blindados e de armas de guerra. 
Em virtude da sua dupla capacidade policial e militar, as gendarmarias estão especialmente habilitadas a desempenharem um importante papel nos conflitos modernos, assumindo a responsabilidade pelo reestabelecimento da lei e da ordem nas zonas de guerra. Unidades de gendarmaria de vários países foram largamente utilizadas em funções deste tipo, no âmbito de operações de manutenção de paz, na ex-Iugoslávia e no Iraque.

## Título e estatuto
Os diversos corpos nacionais do tipo gendarmaria incluem, normalmente, o termo "gendarmaria" na sua designação oficial. No entanto, ocasionalmente isso não acontece, como são os casos dos carabineiros italianos e chilenos, da Guarda Nacional Republicana portuguesa ou das polícias militares estaduais brasileiras.
Por outro lado, alguns corpos policiais mantém na sua designação oficial o título "gendarmaria" meramente por razões de tradição, uma vez que já não têm o caráter militar original que os levava a ser classificados como instituições do tipo gendarmaria. É o caso da Real Polícia Montada do Canadá, cuja designação oficial em francês é "Gendamerie royale du Canada" (Gendarmaria Real do Canadá), que perdeu o seu caráter original de força militar na década de 1960.
Em virtude da liberdade que cada país tem de usar o termo "gendarmaria", existem casos desse uso que se podem tornar confusos. Por exemplo, nos cantões da Suíça de língua francesa, as polícias civis uniformizadas são designadas "gendarmarias" apesar de nunca terem tido as características clássicas de gendarmarias. Igualmente, no Chile, o título "gendarmaria" designa a guarda prisional, enquanto que a verdadeira força de gendarmaria chilena é designada "carabineiros". Já na Alemanha, o termo "gendarmaria" era usado como título da força de polícia militar do exército, a qual não tinha quaisquer funções de policiamento civil inerentes a uma verdadeira gendarmaria.
Devido às suas funções junto da população civil, as gendarmarias são frequentemente classificadas como forças paramilitares e não como forças militares, sobretudo nos países anglo-saxões onde o policiamento civil raramente está associado a instituições militares. No entanto, as forças de gendarmaria são frequentemente empregues em funções estritamente militares, tanto nos seus próprios países como no exterior, sobretudo no âmbito de operações humanitárias.
Conforme o país, uma gendarmaria pode ser tutelada pelo ministério da Defesa (ex.: Itália) ou pelo ministério do Interior (ex.: Argentina e Roménia). Também poderá ter uma tutela conjunta de ambos os ministérios (ex.: Chile, França e Portugal), existindo uma coordenação entre os dois para o seu emprego.
As gendarmarias constituem forças policiais. No entanto, em muitos países (ex.: França), a palavra "polícia" normalmente é usada apenas para designar polícias civis. Por outro lado, as gendarmarias são frequentemente classificadas como "polícias militares", mas esta classificação pode ser ilusória, uma vez que este termo está associado sobretudo ao policiamento no âmbito interno das forças armadas, o qual não constitui a função básica de uma gendarmaria, apesar de algumas delas também terem essa função (ex.: Itália e França).
Em alguns casos, o estatuto militar de alguns corpos policiais é ambíguo para ser claro se esse corpo deve ser ou não classificado como gendarmaria. Casos como estes incluem os da Real Polícia Montada do Canadá, da Polícia Federal do México, das polícias militares do Brasil ou da antiga Polícia Sul-Africana. Por outro lado, as Tropas Internas da Rússia dependem do Ministério do Interior e desempenham funções quase policiais, mas há dúvidas em classificá-las como gendarmaria uma vez que são unidades estritamente militares. Já a Guarda de Finanças italiana e a antiga Guarda Fiscal portuguesa, apresentam todas as características de gendarmarias, com exceção do facto de não terem funções de polícia geral, mas apenas funções específicas de polícia aduaneira e fiscal.

## Organizações internacionais de gendarmaria

### Associação FIEP

Brasão da Força de Gendarmaria Europeia.

A Associação das Forças de Segurança de Natureza Militar da Europa e do Mediterrâneo ou FIEP (de "França, Itália, Espanha e Portugal", países de origem dos quatro primeiros membros) é a associação internacional que reúne as gendarmarias dos países da Europa e do Mediterrâneo. Fundada em 1994, a FIEP agrupa a Gendarmerie nationale francesa, a Arma dei Carabinieri italiana, a Guardia Civil espanhola, a Guarda Nacional Republicana portuguesa, a Jandarma Genel Komutanlığı turca, a Koninklijke Marechaussee neerlandesa, a Gendarmerie Royale marroquina e a Jandarmeria Română romena, para além da Gendarmería Nacional Argentina e dos Carabineros de Chile como membros associados. Tem como fim o de promover a cooperação e as especificidades dos seus membros. 
Desde 2015 o Brasil, por meio do CNCG, envidou esforços para participar da entidade. A efetivação das polícias miltiares brasileiras na associação de polícias de investidura militar ocorreu em 2017

### Força de Gendarmaria Europeia
A Força Europeia de Gendarmaria (Eurogendfor ou EGF) constitui força de intervenção da União Europeia vocacionada para a realização de funções de polícia de natureza militar em situações de crise internacional. É composta por forças das gendarmarias da Espanha, França, Itália, Países Baixos, Portugal e Roménia.

## Sociologia da Gendarmaria
A sociologia da Gendarmaria é um ramo da sociologia policial. Ela estuda as características organizacionais e funcionais das instituições gendarmerias e sua intervenção na implementação de políticas de segurança pública. Na França, os primeiros trabalhos neste domínio datam do início dos anos 80, mas este estudo desenvolveu-se particularmente com o trabalho de François Dieu, no âmbito do Centro de Estudos e Investigações sobre a Polícia do Instituto de Estudos Políticos de Toulouse. 
A relação entre a sociologia e a polícia é um campo de estudo que envolve a análise das interações, dinâmicas sociais e implicações éticas entre as instituições policiais e as comunidades que elas servem. A sociologia, como disciplina que busca compreender os padrões comportamentais e sociais da sociedade, oferece insights valiosos para entender a função e o impacto da polícia em diferentes contextos. A sociologia examina como as instituições sociais, como a polícia, são moldadas por fatores culturais, econômicos, políticos e históricos. Ela também analisa como essas instituições influenciam e são influenciadas pelas estruturas sociais, dinâmicas de poder e desigualdades existentes em uma sociedade.  
No contexto da polícia, a sociologia pode abordar várias questões, incluindo:
1. Policiamento Comunitário: A abordagem de policiamento comunitário busca promover uma relação mais próxima e colaborativa entre a polícia e a comunidade. A sociologia pode explorar como essa abordagem afeta as percepções dos cidadãos em relação à polícia e como a cooperação entre ambas as partes pode levar a uma maior eficácia na prevenção e resolução de crimes. [17]
2. Perfilamento Racial e Discriminação: A sociologia analisa como a polícia pode estar envolvida em práticas de perfilamento racial e discriminação, resultando em desigualdades no tratamento de diferentes grupos étnicos. Estudos sociológicos podem destacar os fatores sociais e estruturais que contribuem para esses problemas, como preconceitos enraizados e políticas de aplicação da lei. [18] [19]
3. Violência Policial: A sociologia investiga as causas subjacentes à violência policial, examinando tanto fatores individuais (como treinamento e atitudes) quanto estruturais (como cultura organizacional e sistemas de responsabilização). Esses estudos ajudam a compreender como certos incidentes ocorrem e como preveni-los. [20]
4. Efeitos das Políticas de Segurança Pública: Através da análise sociológica, é possível examinar como as políticas de segurança pública afetam diferentes grupos da sociedade. Isso envolve considerar questões como encarceramento em massa, reformas do sistema de justiça criminal e seus impactos nas comunidades. [21]
5. Confiança Pública: A sociologia investiga como a confiança da comunidade na polícia é construída e mantida. Essa confiança é fundamental para um policiamento eficaz e pode ser influenciada por fatores como transparência, prestação de contas e comunicação eficaz. [22]

## Imagens

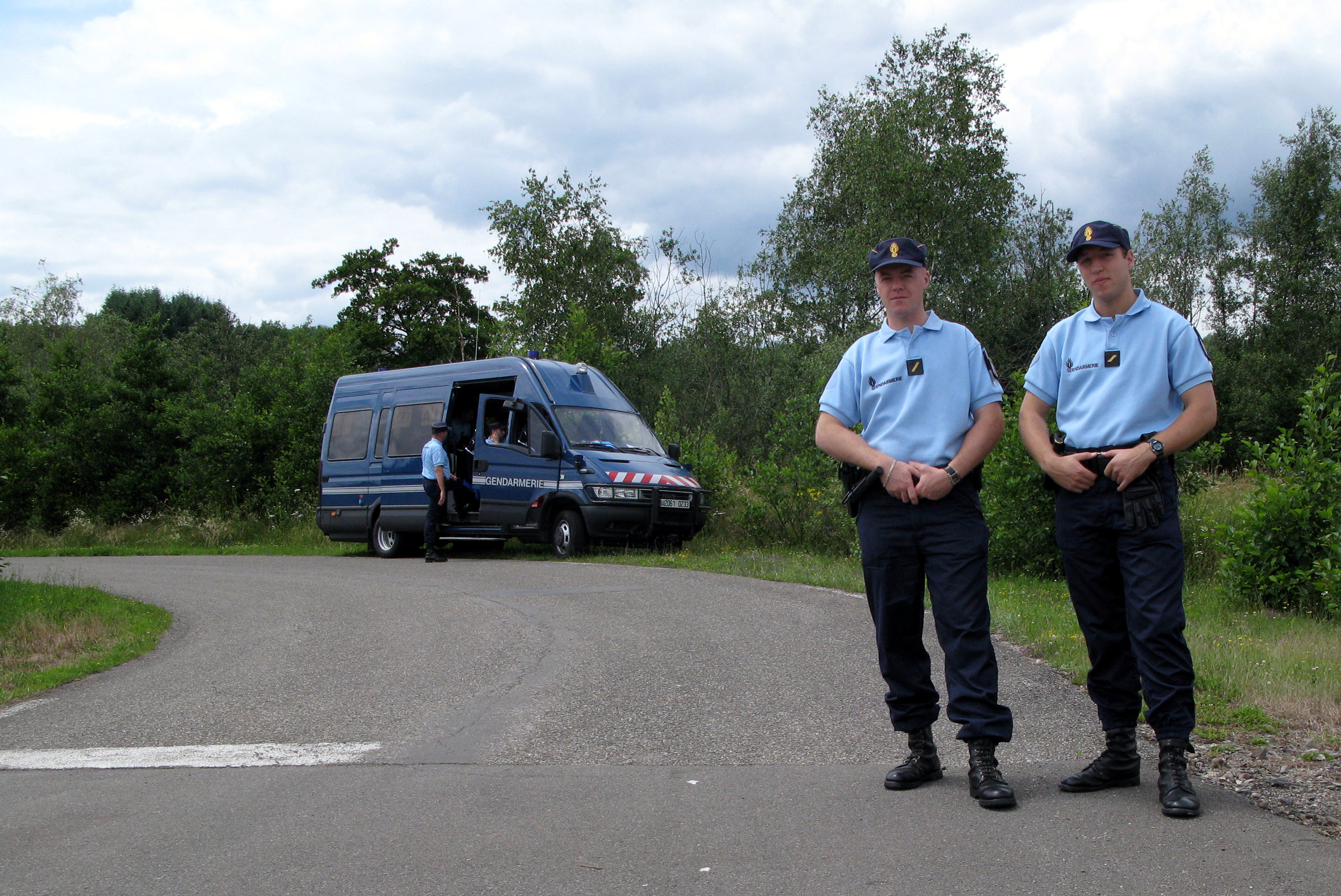
Gendarmas franceses.
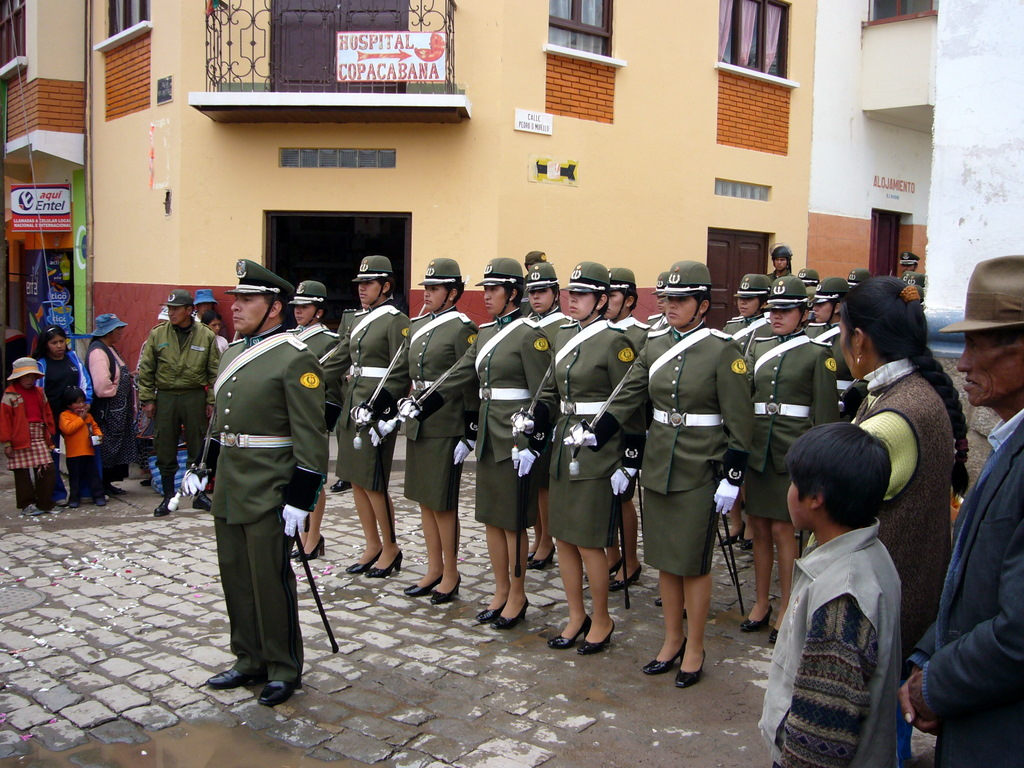
Policiais em parada militar na Bolívia.
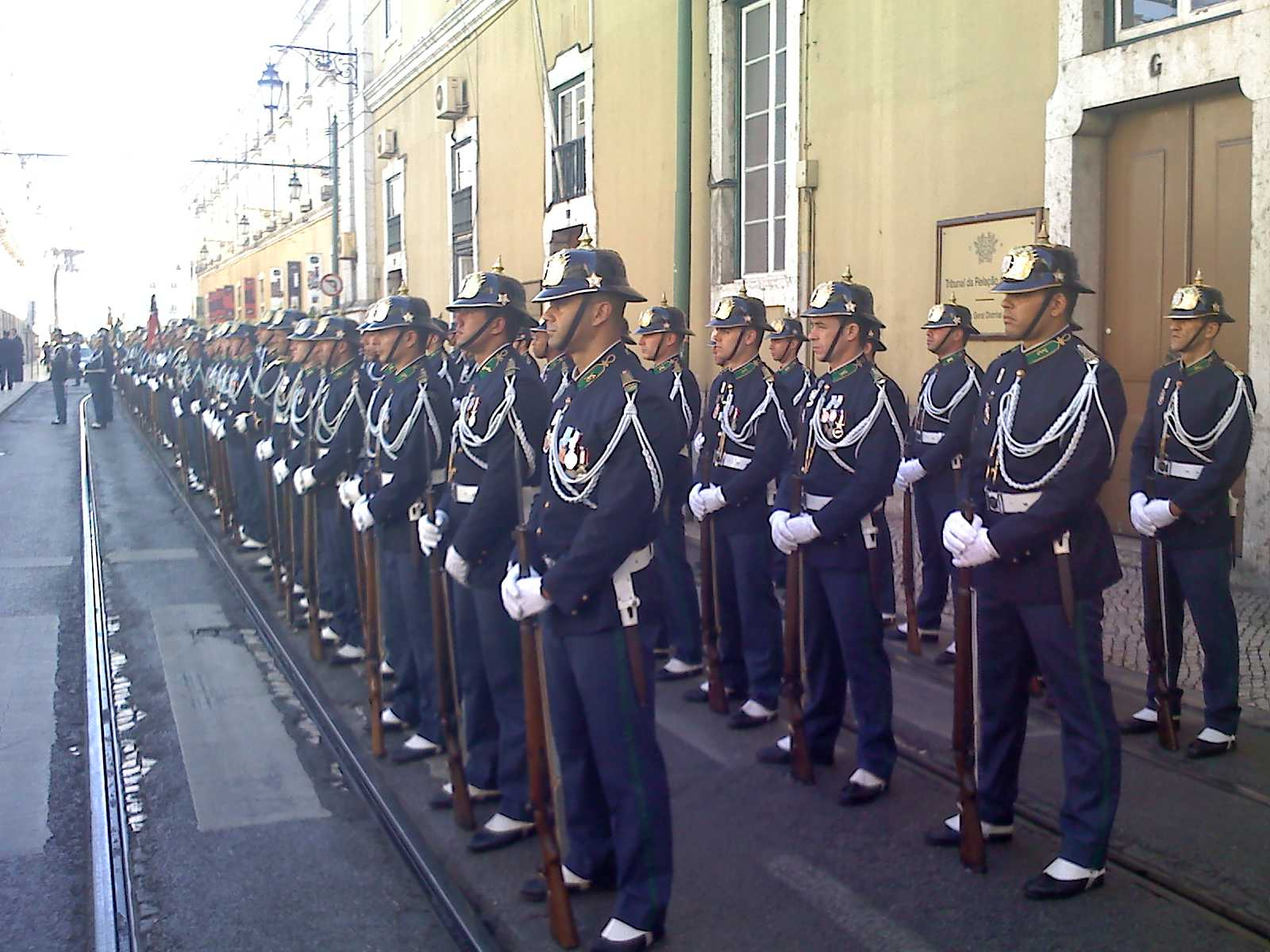
Militares da Guarda Nacional Republicana portuguesa em grande uniforme, por ocasião das comemorações da Implantação da República na Praça do Município (Lisboa)
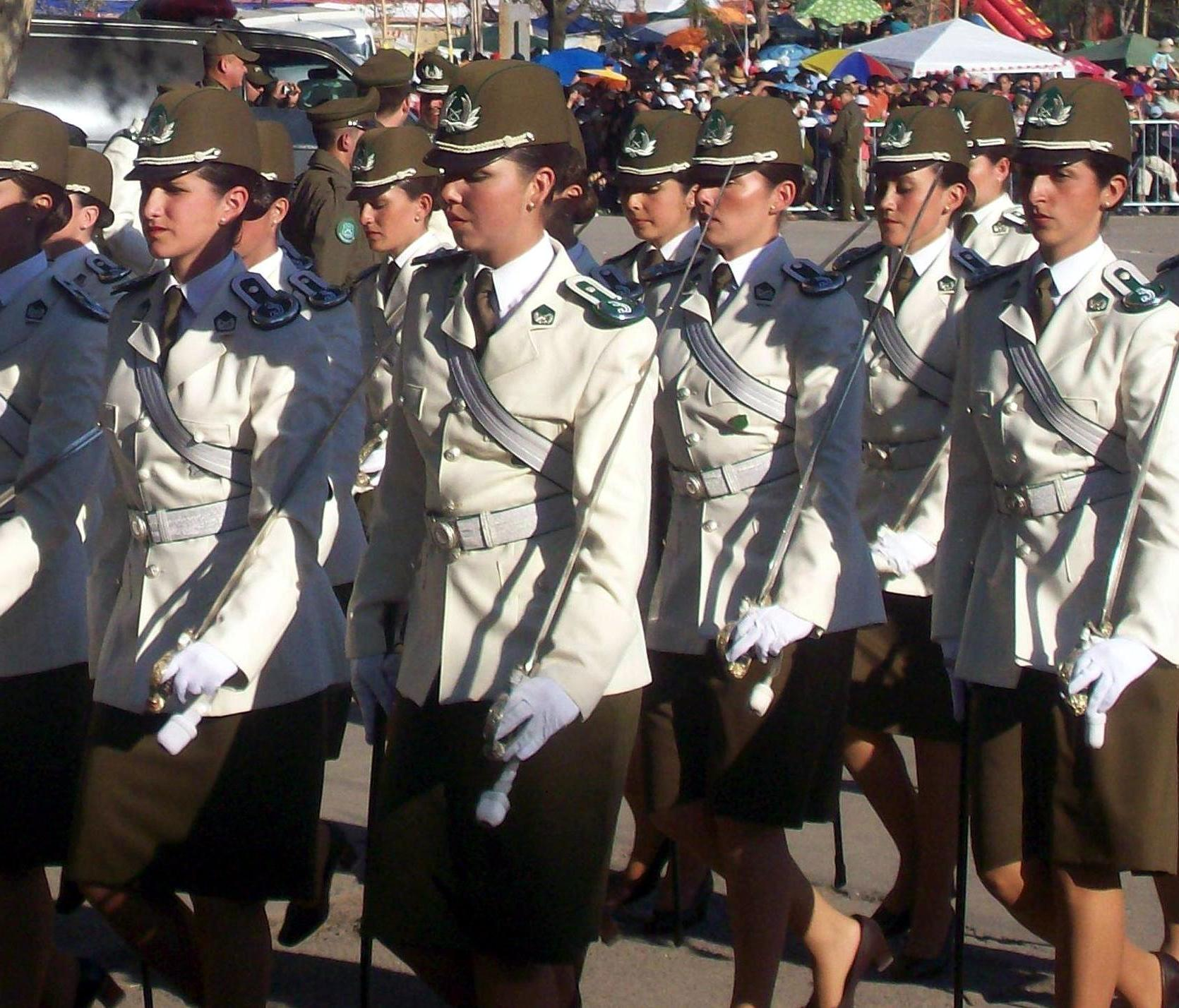
Elementos femininos dos Carabineiros do Chile.
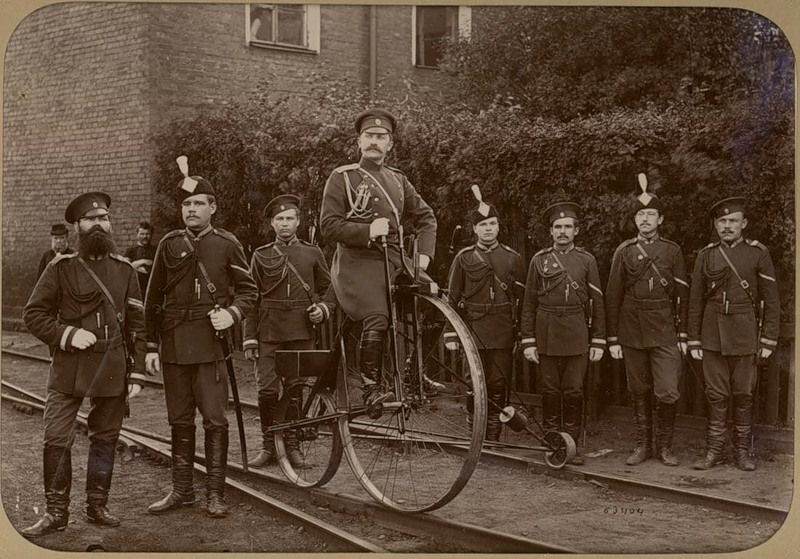
Gendarmas russos, no final do século XIX.
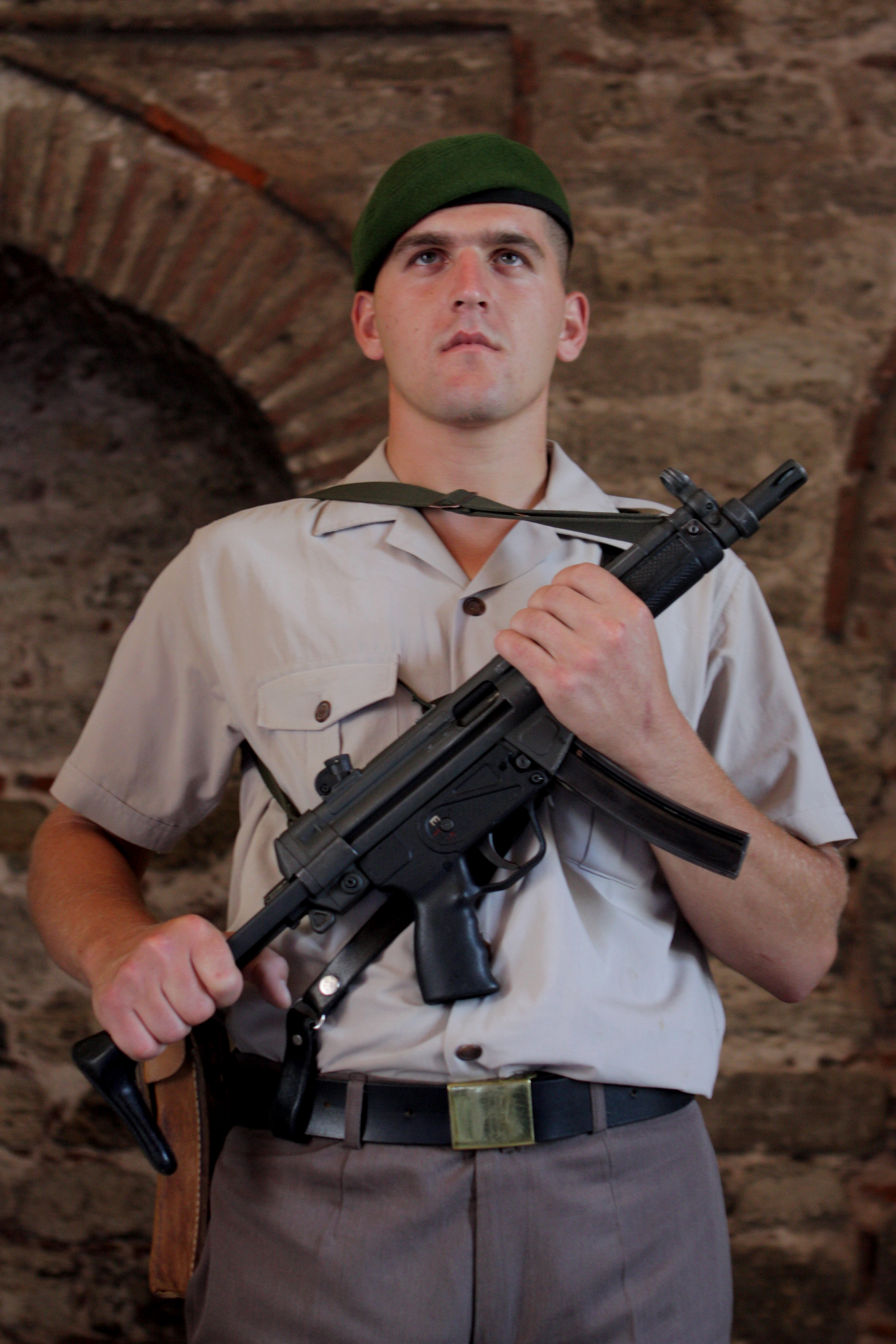
Militar da Gendarmaria da Turquia.
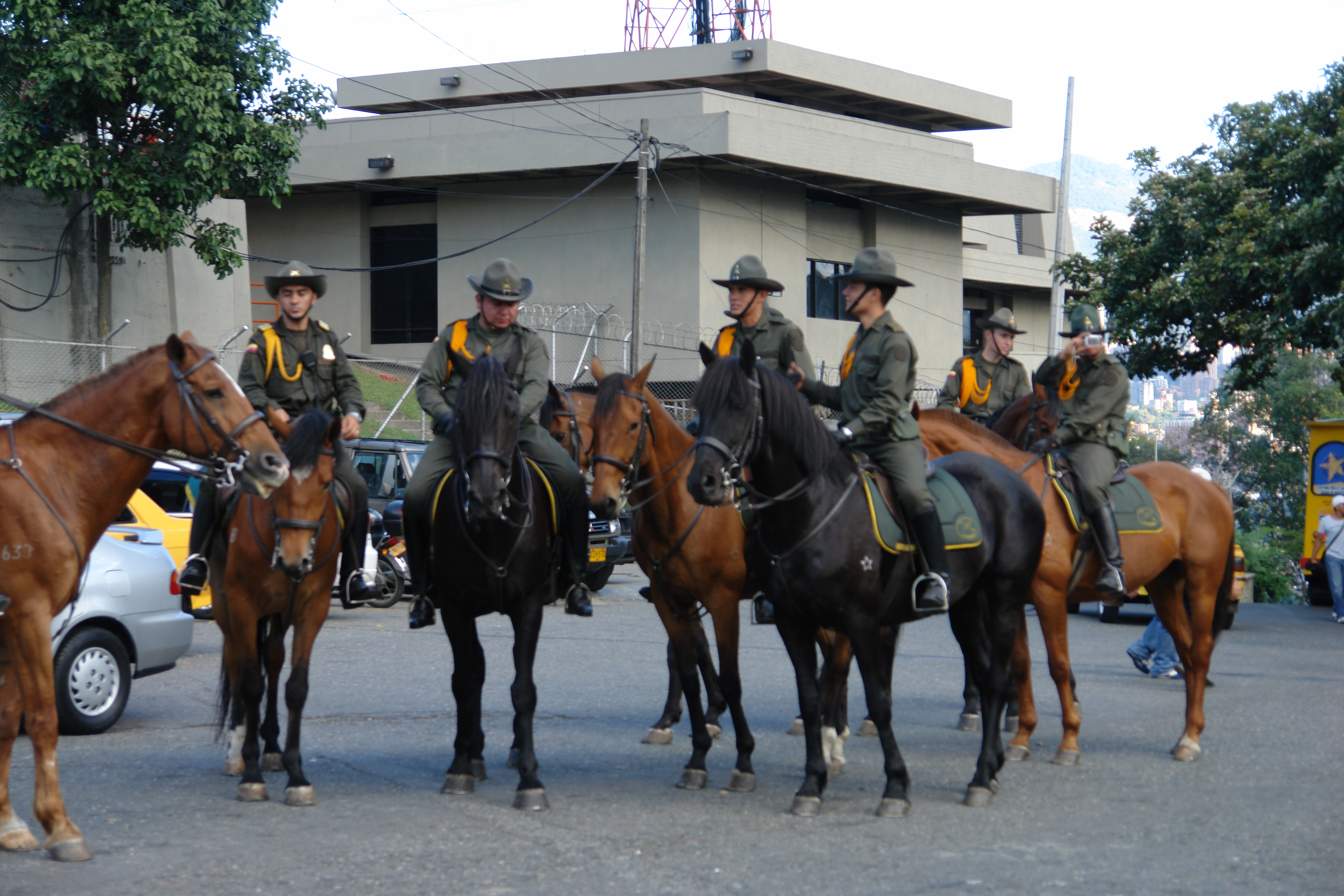
Policiamento montado da Polícia Nacional da Colômbia.
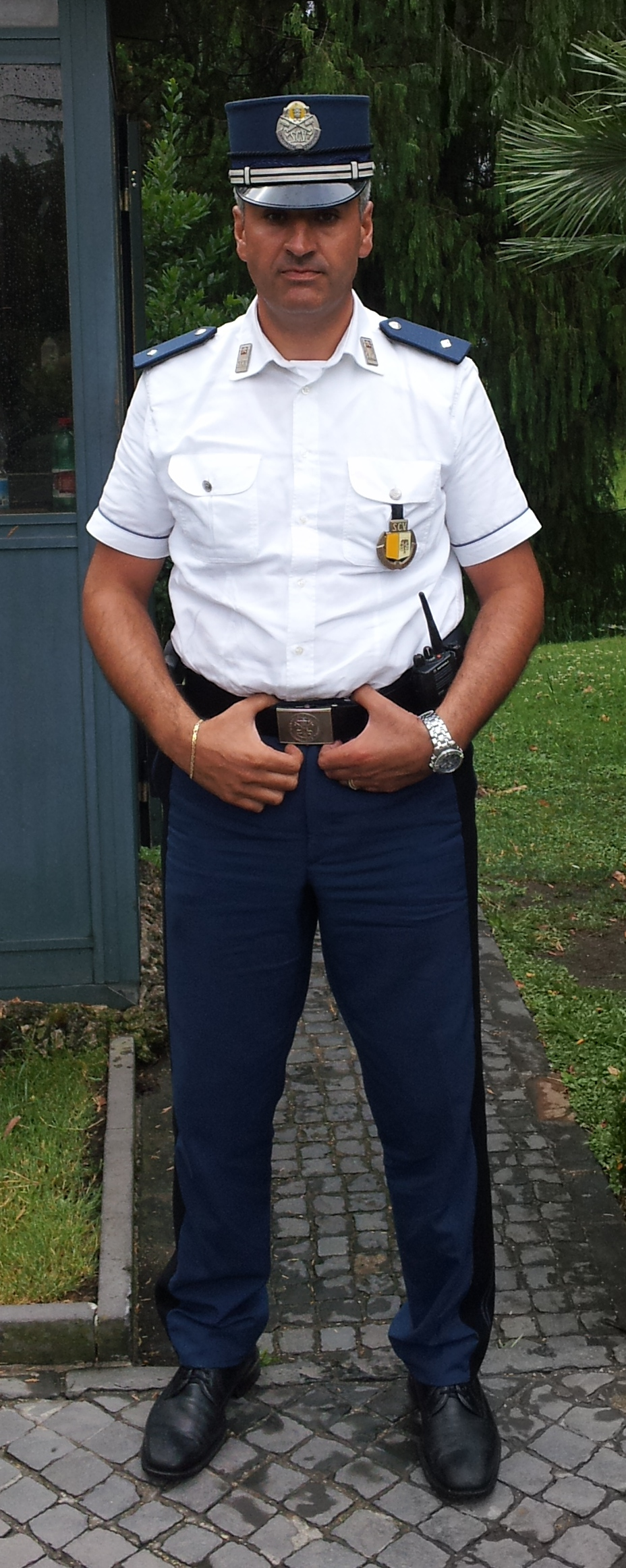
Gendarma da Gendarmaria do Vaticano em posto de guarda.
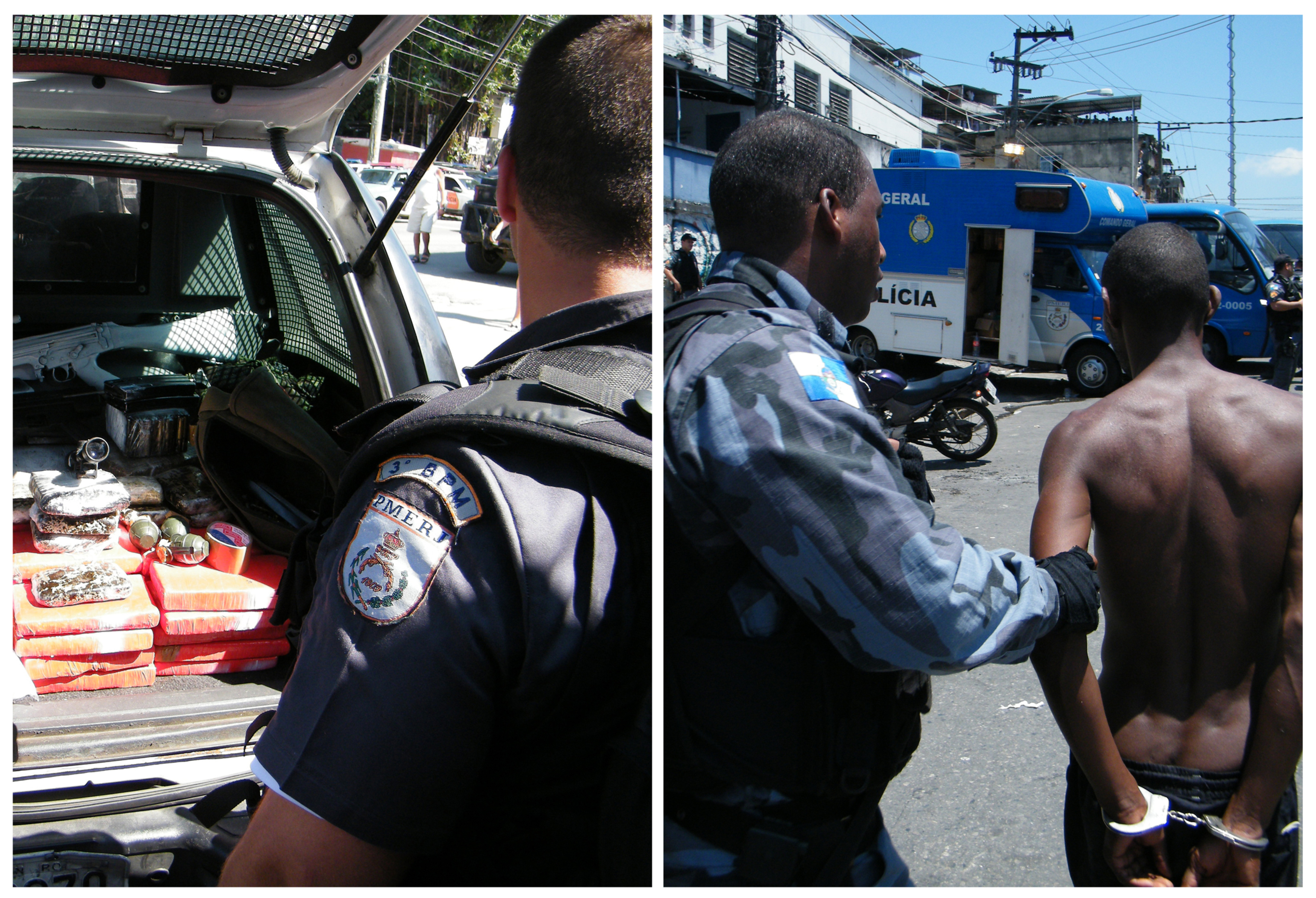
Policiais Militares brasileiros realizando apreensões e prisões no Complexo do Alemão.
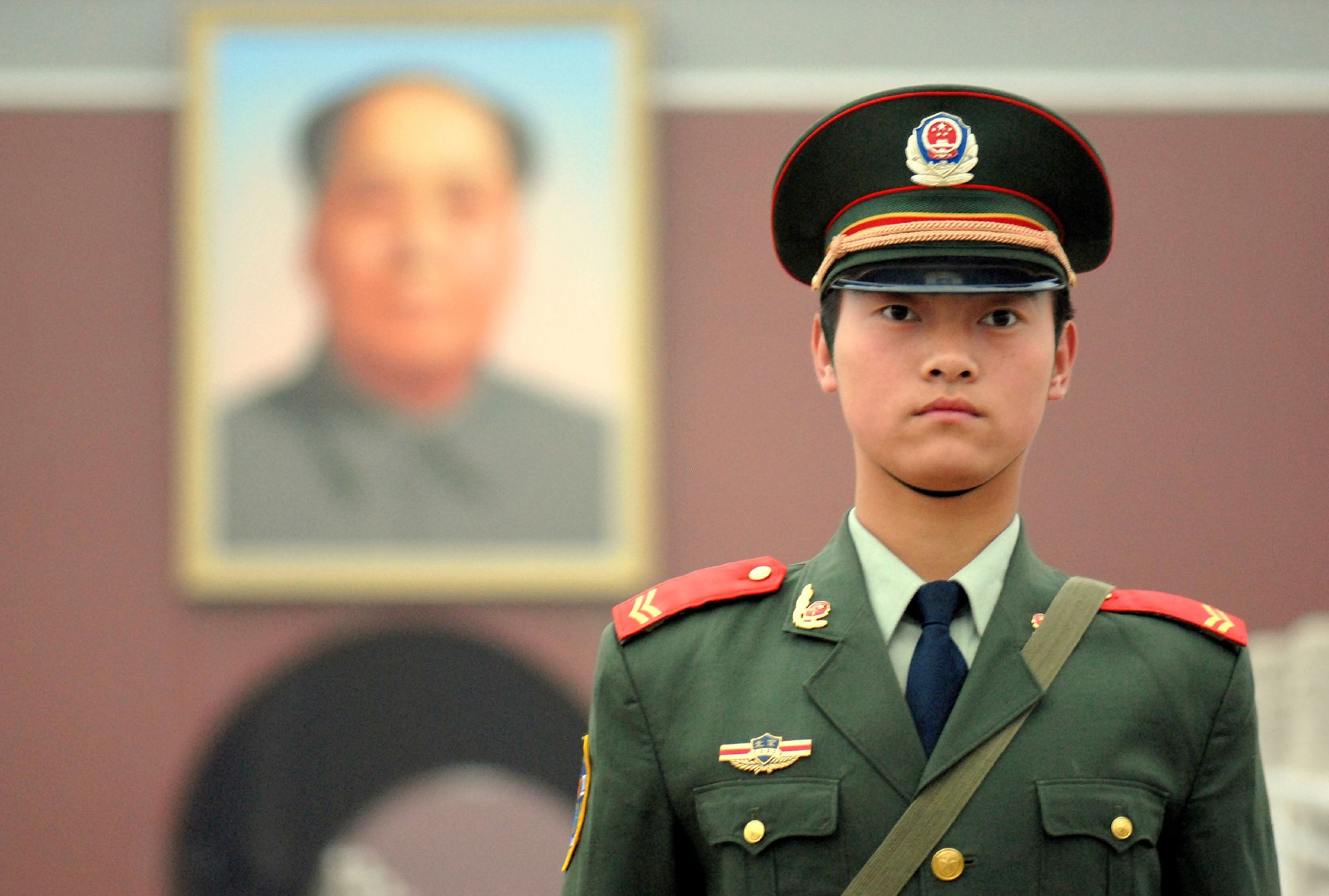
Soldado da Polícia Armada do Povo chinês.

## Corpos de gendarmaria

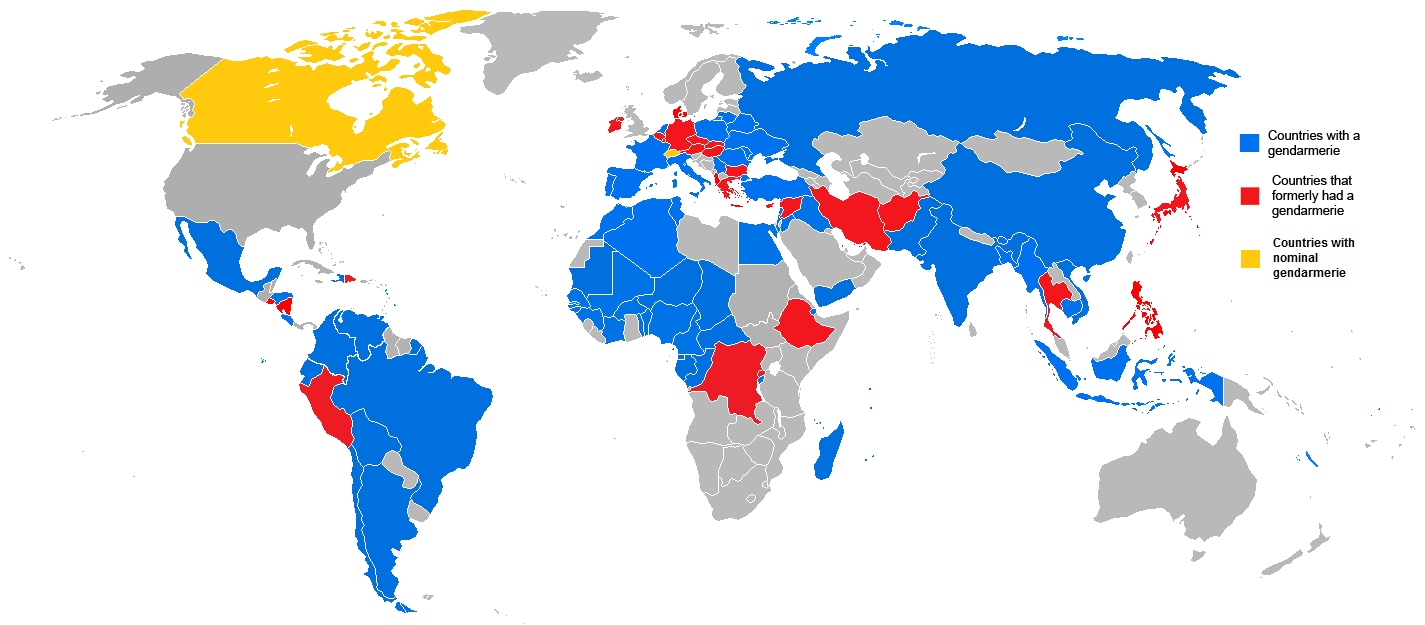
Países com uma gendarmaria.
Países que anteriormente tinham uma gendarmaria
Países com uma gendarmaria nominal

### Lista de gendarmerias e polícias militares atualmente existentes
| País                      | Designação em português                                     | Emblema                                             | Designação local | Notas |
| ------------------------- | ----------------------------------------------------------- | --------------------------------------------------- | --- | --- |
| África do Sul             | Serviço Policial da África do Sul                           | Distintivo do Serviço Policial da África do Sul     | South Africa Police Service | Após a desmilitarização ocorrida após o fim do apartheid, a corporação foi "remilitarizada" em 2010, inclusive com nova designação dos postos e graduações para os policiais da ativa e os da reserva. |
| Argélia                   | Gendarmeria Nacional                                        |                                                     | الدرك الوطني [ ad-Darak al-Watani ] | |
| Argentina                 | Gendarmeria Nacional Argentina                              | Distintivo da GNA                                   | Gendarmería Nacional Argentina | |
| Argentina                 | Prefeitura Naval Argentina                                  |                                                     | Prefectura Naval Argentina | A Prefeitura Naval Argentina é um órgão de segurança que realiza o serviço de policiamento costeiro marítimo. |
| Armênia                   | Tropas de Polícia                                           |                                                     | Ոստիկանության զորքեր (Vostikanutyan zorqer) | |
| Armênia                   | Guarda de Fronteira Armênia                                 |                                                     | Հայաստանի Սահմանային պահպանություն | |
| Azerbaijão                | Tropas Internas do Azerbaijão                               |                                                     | Azərbaycan Respublikası Daxili Qoşunları | |
| Bangladesh                | Guarda de Bangladesh                                        |                                                     | বাংলাদেশ আনসার [Ansar Bahini / Bangladesh Ansar] | |
| Bangladesh                | Guarda Costeira de Bangladesh                               | Selo da Guarda Costeira dos Estados Unidos          | বাংলাদেশ কোস্ট গার্ড [Bangladesh Coast Guard] | É uma das forças armadas do país sob o Ministério da Defesa, mas subordina-se à Marinha em caso de guerra. |
| Bahrein                   | Forças de Segurança Pública                                 | Distintivo das Forças de Segurança Pública          | قوات الأمن العام [ Public Security Forces ] | |
| Bahrein                   | Guarda Nacional do Bahrein                                  |                                                     | الحرس الوطني | |
| Barbados                  | Força-Tarefa Nacional                                       |                                                     | National Task Force | |
| Bielorrússia              | Tropas Internas da Bielorrússia                             |                                                     | Внутренние войска МВД [Vnutrenniye voyska MVD] | |
| Bielorrússia              | Comitê de Fronteiras do Estado da República da Bielorrússia |                                                     | Дзяржаўны пагранічны камітэт Рэспублікі Беларусь, ДПК [Государственный пограничный комитет Республики Беларусь, ГПК]                                             | |
| Bolívia                   | Polícia Nacional da Bolívia                                 | Insígnia da Polícia Nacional da Bolívia             | Policía Nacional de Bolivia | |
| Brasil                    | Polícias militares                                          | Distintivo das polícias militares brasileiras       | Polícia Militar Brigada Militar | O termo "polícia militar" se refere às forças de segurança pública de cada uma das 27 unidades federativas. Têm por função a polícia ostensiva e a preservação da ordem pública no âmbito de seus estados e do Distrito Federal. |
| Bulgária                  | Gendarmeria                                                 | Insígnia da Gendarmeria búlgara                     | Жандармерия [Zhandarmeriya] | |
| Burquina Fasso            | Gendarmeria Nacional                                        |                                                     | Gendarmerie nationale | |
| Burundi                   | Gendarmeria Nacional                                        |                                                     | Gendarmerie nationale | |
| Bósnia e Herzegovina      | Gendarmeria da República Sérvia                             |                                                     | Жандармерија Републике Српске Žandarmerija Republike Srpske | A Bósnia e Herzegovina possui duas entidades principais de segurança em nível nacional, porém a República Sérvia (Republika Srpska) formou uma unidade de gendarmeria em setembro de 2019. |
| Butão                     | Real Polícia do Butão                                       | Distintivo da Real Polícia do Butão                 | རྒྱལ་གཞུང་འབྲུག་གི་འགག་སྡེ་ [rgyal-gzhung 'brug-gi 'gag-sde/Royal Bhutan Police]                                                                                         | |
| Camarões                  | Gendarmeria Nacional                                        |                                                     | Gendarmerie nationale | |
| Camboja                   | Gendarmeria Real do Camboja                                 | Insígnia da Gendarmeria Real do Camboja             | Gendarmerie royale du Cambodje | |
| Canadá                    | Real Polícia Montada do Canadá                              |                                                     | Royal Canadian Mounted Police ou Gendarmerie royale du Canada | A Polícia Montada do Canadá deixou de ter status militar em 1968, porém manteve sua organização e estrutura militarizadas. |
| Catar                     | Força de Segurança Interna do Catar                         |                                                     | لخويا [Lekhwiya Forcer] | |
| Cazaquistão               | Guarda Nacional do Cazaquistão                              | Emblema da Guarda Nacional do Cazaquistão           | Қазақстан Республикасының Ұлттық ұланы [National Guard of Kazakhstan]                                                                                            | |
| República Centro-Africana | Gendarmeria Nacional                                        |                                                     | Gendarmerie nationale | |
| Chade                     | Gendarmaria Nacional                                        |                                                     | Gendarmerie nationale | |
| Chile                     | Carabineiros do Chile                                       | Insígnia dos Carabineiros do Chile                  | Carabineros de Chile | |
| Chile                     | Gendarmeria do Chile                                        | Insígnia da Gendarmeria do Chile                    | Gendarmería de Chile | Apesar da designação é a instituição militar encarregada do sistema prisional chileno e a proteção dos tribunais de justiça, não sendo uma gendarmaria no sentido clássico. A função de controle de ruas e fronteiras no Chile é assegurada pelos Carabineros. |
| China                     | Polícia Armada do Povo                                      | Insígnia da Polícia Armada do Povo                  | 中国人民武装警察部队 [Zhōngguó Rénmín Wǔzhuāng Jǐngchá Bùduì] | |
| Colômbia                  | Polícia Nacional da Colômbia                                | Brasão da Polícia Nacional da Colômbia              | Policía Nacional de Colombia | |
| Comores                   | Gendarmaria Federal                                         |                                                     | Gendarmerie fédéral | |
| Costa do Marfim           | Gendarmaria Nacional                                        |                                                     | Gendarmerie nationale | |
| Costa Rica                | Força Pública                                               |                                                     | Fuerza Pública | |
| República do Congo        | Gendarmeria Nacional                                        |                                                     | Gendarmerie nationale | |
| República Dominicana      | Polícia Nacional da República Dominicana                    | Emblema da Polícia Nacional Republicana Dominicana. | Policía Nacional de la República Dominicana | É, legalmente, uma das forças armadas do país. |
| Djibuti                   | Gendarmaria Nacional                                        | Emblema da Gendarmaria Nacional do Djibuti          | Gendarmerie nationale | |
| Eritreia                  | Força Policial da Eritreia                                  |                                                     | قوات الشرطة الإريترية [Quwwāt al-Shshurtat al-Artry] | |
| Egito                     | Forças de Segurança Centrais                                | Emblema das Forças de Segurança Centrais            | قوات الأمن المركزي‎ [Quwwāt al-Amn al-Markazī] | |
| Espanha                   | Guarda Civil                                                | Distintivo da Guardia Civil                         | Guardia Civil | |
| Equador                   | Polícia Nacional do Equador                                 | Emblema da Polícia Nacional del Ecuador             | Policía Nacional del Ecuador | |
| Estados Unidos            | Guarda Costeira dos Estados Unidos                          | Selo da Guarda Costeira dos Estados Unidos          | United States Cost Guard | É uma das forças armadas do país sob o Departamento de Segurança Interna (Homeland Security), mas subordina-se ao Departamento de Defesa em caso de guerra. |
| França                    | Gendarmaria Nacional                                        |                                                     | Gendarmerie Nationale | |
| França                    | Gendarmeria Marítima                                        |                                                     | Gendarmerie Maritime | Ramo de guarda costeira marítima da Gendarmeria Nacional. |
| França                    | Guarda Nacional                                             |                                                     | Garde nationale | |
| Gabão                     | Gendarmaria Nacional do Gabão                               |                                                     | Gendarmerie nationale | |
| Gâmbia                    | Gendarmeria                                                 |                                                     | Gendarmerie | |
| Gâmbia                    | Força Policial de Gâmbia                                    |                                                     | Gambia Police Force | Está subordinada, juntamente com a Gendarmeria, ao Ministério da Defesa, sendo legalmente uma força paramilitar. |
| Guiné                     | Gendarmeria Nacional                                        |                                                     | Gendarmerie nationale | |
| Guiné-Bissau              | Guarda Nacional                                             |                                                     | | Criada em 2010, após a fusão de diversas agências de segurança. Tem por modelo a Guarda Nacional Republicana de Portugal. |
| Guiné Equatorial          | Gendarmeria                                                 |                                                     | | Faz parte do exército nacional e é responsável pelo patrulhamento das áreas rurais. |
| Honduras                  | Polícia Militar de Ordem Pública                            |                                                     | Policía Militar del Orden Público | |
| Haiti                     | Polícia Nacional do Haiti                                   |                                                     | Police Nationale d'Haiti | |
| Iêmen                     | Forças de Segurança Especiais                               |                                                     | قوات الأمن الخاصة [Quwwatul Amn al-Khasah] | |
| Índia                     | Força de Segurança de Fronteira                             |                                                     | सीमा सुरक्षा बल [Border Security Force] | |
| Índia                     | Força de Segurança Central Industrial                       |                                                     | केंद्रीय औद्योगिक सुरक्षा बल [Central Industrial Security Force] | |
| Índia                     | Força Policial Central de Reserva                           |                                                     | केन्द्रीय रिज़र्व पुलिस बल [Central Reserve Police Force] | É responsável por ações de contraterrorismo, controle de distúrbios e contra-insurgência. |
| Índia                     | Polícia de Fronteira Indo-Tibetana                          |                                                     | hi\|भारतीय तिब्बत सीमा पुलिस\|भारतीय तिब्बत सीमा पुलिस}} [Indo-Tibetan Border Police]                                                                                            | |
| Índia                     | Guarda de Segurança Nacional                                |                                                     | hi\|राष्ट्रीय सुरक्षा गार्ड\|राष्ट्रीय सुरक्षा गार्ड}} [National Security Guard]                                                                                                   | |
| Índia                     | Força Armada de Fronteira                                   |                                                     | hi\|सशस्त्र सीमा बल\|सशस्त्र सीमा बल}} [Sashastra Seema Bal] | |
| Índia                     | Grupo de Proteção Especial                                  |                                                     | hi\|विशेष सुरक्षा दल\|विशेष सुरक्षा दल}} [Special Protection Group] | |
| Indonésia                 | Polícia Nacional Indonésia                                  | Emblema da PolRi                                    | Kepolisian Negara Republik Indonesia | Deixou de fazer parte do Ministério da Defesa no ano 2000, subordinando-se, atualmente, ao Ministério dos Negócios Internos. |
| Irão                      | Força Disciplinar da República Islâmica do Irã              |                                                     | فرماندهی انتظامی جمهوری اسلامی ایران [Farmândehiye Entezâmiye Jomhuriye Eslâmiye Irân]                                                                           | |
| Iraque                    | Polícia Iraquiana                                           |                                                     | الشرطة العراقية [Iraqi Police] | |
| Iraque                    | Serviço de Proteção de Instalações                          |                                                     | مديرية حماية المنشات والشخصيات [Facilities Protection Service]                                                                                                   | Encarregada da proteção de locais fixos de edifícios, instalações e pessoal do governo iraquiano, incluindo a Polícia do Petróleo, Eletricidade e Segurança Portuária. |
| Iraque                    | Guarda                                                      |                                                     | زێرەڤانی [Pêşmerge Zêrevanî] | Força policial militarizada operada pelo governo regional do Curdistão e pelo governo iraquiano. |
| Israel                    | Polícia de Fronteiras                                       | Emblema da Magav                                    | משמר הגבול [Mishmar HaGvul] | |
| Itália                    | Arma dos Carabineiros                                       | Brasão dos Carabinieri                              | Arma dei Carabinieri | |
| Itália                    | Guarda de Finanças                                          | Brasão da Guardia di Finanza                        | Guardia di Finanza | Dependente do Ministério das Finanças e limitada apenas ao policiamento de âmbito aduaneiro e fiscal, em comparação com os ‘’Carabinieri’’ que têm funções de polícia geral. |
| Jordânia                  | Gendarmeria Jordaniana                                      |                                                     | المديرية العامة للدرك [Al-Mudiriat al-Eammat Lilddarik] | |
| Kuwait                    | Guarda Nacional do Kuwait                                   |                                                     | الحرس الوطني الكويتي [Kuwait National Guard]] | |
| Líbano                    | Forças de Segurança do Interior                             | Insígnia das Forças de Segurança do Interior        | آمين شرم الدخلي [Amen el Dakhli] | Conhecida por "El Darak". |
| Lituânia                  | Serviço de Segurança Pública                                | Insígnia do Serviço de Segurança Pública            | Viešojo Saugumo Tarnyba | |
| Marrocos                  | Gendarmeria Real do Marrocos                                | Gendarmaria de Marrocos                             | الدرك الملكي [Gendarmerie Royale] | |
| Marrocos                  | Forças Auxiliares                                           |                                                     | القوات المساعدة | |
| Madagáscar                | Gendarmaria Nacional                                        |                                                     | Zandarimariam-pirenena [Gendarmerie nationale] | |
| Mali                      | Gendarmaria Nacional                                        |                                                     | Gendarmerie nationale | |
| Malásia                   | Agência de Segurança Marítima Malaya                        |                                                     | Agensi Penguatkuasaan Maritim Malaysia [Malaysian Maritime Enforcement Agency]                                                                                   | |
| Mauritânia                | Gendarmaria Nacional                                        |                                                     | Gendarmerie nationale | |
| Myanmar                   | Força Policial do Myanmar                                   | Força Policial do Myanmar.                          | မြန်မာနိုင်ငံရဲတပ်ဖွဲ့ [Myanmar Police Force] | |
| Moldávia                  | Tropas de Carabineiros                                      | Escudo das Tropas de Carabineiros.                  | Trupele de Carabinieri | |
| Moldávia                  | Polícia de Fronteira                                        |                                                     | Poliția de Frontieră | |
| Mónaco                    | Companhia de Carabineiros do Príncipe                       | Escudo da Companhia de Carabineiros do Príncipe.    | Compagnie dês Carabiniers du Prince | O Corpo de Sapadores-Bombeiros também está treinado para usar armas e pode prestar auxílio aos Carabineiros. |
| México                    | Guarda Nacional                                             |                                                     | Guardia Nacional | A Guarda Nacional foi criada em 2019 pela fusão da Gendarmeria Nacional com a Polícia Militar do Exército e a Polícia Naval mexicanas. |
| Mongólia                  | Agência Nacional de Polícia                                 |                                                     | Цагдаагийн Ерөнхий Газар / Tsagdaagiin Erönkhii Gazar | |
| Mongólia                  | Tropas Internas da Mongólia                                 |                                                     | Mонгол Улсын Дотоод цэргүүд [Internal Troops of Mongolia] | Dismantelada em 2013 e reestabelecida em 2017. |
| Moçambique                | Polícia da República de Moçambique                          |                                                     | | |
| Nepal                     | Força Policial Armada                                       |                                                     | शशस्त्र प्रहरी बल [Armed Police Force] | |
| Níger                     | Gendarmaria Nacional                                        | Insígnia da Gendarmaria Nacional do Níger.          | Gendarmerie nationale | O Níger dispõe também das Forces nationales d’intervention et de sécurité (Forças Nacionais de Intervenção e de Segurança) de caráter paramilitar, responsáveis pela realização de operações especiais de segurança interna. |
| Nigéria                   | Força de Polícia Móvel da Nigéria                           |                                                     | Nigerian Mobile Police Force | Braço militar da Força Policial da Nigéria, responsável por operações anti-distúrbios civis, proteção à autoridades, contra-insurgência e combate à violência armada, além de graves crises de segurança. |
| Nigéria                   | Corpos de Segurança e Defesa Civil da Nigéria               |                                                     | Nigeria Security and Civil Defence Corps | |
| Países Baixos             | Marechalato Real                                            | Insígnia do Marechalato Real dos Países Baixos.     | Koninklijke Marechaussee | |
| Panamá                    | Forças Públicas do Panamá                                   |                                                     | Fuerzas de Defensa de Panamá | Criadas em 10 de fevereiro de 1990 pelo então presidente Guillermo Endara, para substituir as Forças de Defesa do Panamá. |
| Paquistão                 | Forças Armadas Civis                                        |                                                     | Civil Armed Forces | Grupo de forças militares, dependente do Ministério do Interior, responsável pela segurança, vigilância e fiscalização estritamente das fronteiras do país, não devendo serem confundidas com as Forças Armadas do Paquistão. Incluem o Pakistan Rangers, destinados a manter a segurança em zonas de guerra ou de conflitos violentos, sendo composta por elementos do exército.                                                                            |
| Paquistão                 | Guarda Nacional                                             |                                                     | پاکستان نیشنل گارڈ [National Guard] | Força militar de reserva, subordinada ao exército paquistanês. |
| Paquistão                 | Levies Paquistaneses                                        |                                                     | پاکستان لیویز [Pakistan Levies] | Forças policiais militares das províncias paquistanesas. |
| Peru                      | Polícia Nacional do Peru                                    | Distintivo da Polícia Nacional do Peru              | Policía Nacional del Perú | |
| Polónia                   | Gendarmeria Militar                                         | Distintivo da Gendarmeria Militar                   | Żandarmeria Wojskowa | Apesar da designação, desempenha apenas funções de polícia militar, não exercendo policiamento no âmbito civil. |
| Portugal                  | Guarda Nacional Republicana                                 | Brasão da Guarda Nacional Republicana de Portugal.  | | |
| Roménia                   | Gendarmeria Romena                                          | Brasão da Gendarmaria da Roménia.                   | Jandarmeria Română | |
| Rússia                    | Polícia Militar                                             |                                                     | Военная полиция | |
| Rússia                    | Guarda Nacional da Rússia                                   |                                                     | Федеральная служба войск национальной гвардии Российской Федерации [Federal'naya sluzhba voysk natsional'noy gvardii Rossiyskoy Federatsii]                      | |
| San Marino                | Corpo da Gendarmaria da República de San Marino             |                                                     | Corpo della Gendarmeria della Repubblica di San Marino | |
| San Marino                | Guarda da Rocha                                             |                                                     | Guardia di Rocca | Força militar antigamente encarregada da guarda das fortificações de São Marino. Atualmente responde pela guarda do Palácio do Governo e a vigilância das fronteiras. Também lhe compete assistir a Gendarmaria no policiamento de âmbito civil. |
| Senegal                   | Gendarmaria Nacional                                        |                                                     | Gendarmerie nationale | |
| Sérvia                    | Gendarmeria                                                 | Insígnia da Gendarmaria da Sérvia.                  | Жандармерија [Žandarmerija] | |
| Singapura                 | Força de Defesa do Povo                                     |                                                     | People's Defence Force | |
| Suíça                     | Corpo de Guardas de Fronteira                               |                                                     | Alemão: Grenzwachtkorps Francês: Corps des gardes-frontière Italiano: Corpo delle guardie di confine Romanche: Corp da guardias da cunfin                        | As gendarmarias constituem o ramo uniformizado das polícias dos cantões de língua francesa da Suíça. Apesar da designação, são corporações de organização totalmente civis, não correspondendo ao conceito de gendarmaria. |
| Tailândia                 | Real Polícia Tailandesa                                     | Brasão da Polícia Real Tailandesa.                  | ตำรวจแห่งชาติ [tamruat haeng chat] | |
| Taiwan                    | Polícia Militar                                             |                                                     | 中華民國憲兵 [Military Police] | Podem ser mobilizados pelo Ministério Público para investigar crimes civis. |
| Tajiquistão               | Tropas Internas do Tadjiquistão                             |                                                     | Қӯшунҳои дохилӣ | |
| Tajiquistão               | Tropas de Fronteita do Tadjiquistão                         |                                                     | Қӯшунҳои сарҳадӣ | |
| Togo                      | Gendarmaria Nacional                                        |                                                     | Gendarmerie nationale | |
| Tunísia                   | Guarda Nacional                                             |                                                     | Garde Nationale | |
| Turquia                   | Comando-Geral de Gendarmaria                                | Brasão da Gendarmaria da Turquia.                   | Jandarma Genel Komutanlığı | |
| Turquemenistão            | Tropas Internas Turcomenas                                  |                                                     | Türkmenistanyň içeri işler edaralarynyň işgärlerine [Internal Troops]                                                                                            | |
| Turquemenistão            | Serviço de Fronteira Estatal do Turcomenistão               |                                                     | Türkmenistan Döwlet Serhet Gullugy [State Border Service of Turkmenistan]                                                                                        | |
| Ucrânia                   | Guarda Nacional da Ucrânia                                  |                                                     | Націона́льна гва́рдія Украї́ни [Nacionálʹna hvárdiya Ukrayíny] | |
| Ucrânia                   | Serviço de Guarda de Fronteiras do Estado                   |                                                     | Державна прикордонна служба [Derzhavna Prykordonna Sluzhba Ukrayiny]                                                                                             | |
| Uganda                    | Força Policial de Uganda                                    |                                                     | Uganda Police Force | |
| União Europeia            | Força de Gendarmaria Europeia                               |                                                     | Francês: Force de gendarmerie européenne Italiano: Forza di Gendarmeria Europea Português: Força de Gendarmaria Europeia Espanhol: Fuerza de Gendarmería Europea | Formado por sete membros da União Europeia: França, Itália, Holanda, Polônia, Portugal, Romênia e Espanha. A Força de Gendarmaria Europeia foi criada como uma força de intervenção ao serviço da UE, da OTAN, da ONU, da OSCE ou de outras alianças "ad hoc". Caracteriza-se pela sua robustez e rapidez de implantação, sendo especializado na gestão de áreas de crise. Atualmente, a Lituânia é um membro parceiro e a Turquia tem status de observador. |
| Uzbequistão               | Guarda Nacional                                             |                                                     | Oʻzbekiston Respublikasi Milliy gvardiyasi [Uzbekistan National Guard]                                                                                           | |
| Vanuatu                   | Forças Móveis de Vanuatu                                    |                                                     | Vanuatu Mobile Force | |
| Vaticano                  | Corpo da Gendarmaria do Estado da Cidade do Vaticano        |                                                     | Corpo della Gendarmeria dello Stato della Città del Vaticano | |
| Venezuela                 | Guarda Nacional da Venezuela                                |                                                     | Guardia Nacional Bolivariana de Venezuela | |
| Vietname                  | Polícia Popular do Vietnã                                   |                                                     | Công an Nhân dân Việt Nam | A Polícia Popular do Vietnã é um dos ramos da Força de Segurança Pública Popular daquele país, subordinada ao Exército. |

### Lista de gendarmarias extintas
| País                                       | Designação em português                     | Designação local                                                                                | Criação | Extinção | Notas |
| ------------------------------------------ | ------------------------------------------- | ----------------------------------------------------------------------------------------------- | ------- | -------- | --- |
| Afeganistão                                | Defensores da Revolução                     | Sarandoy                                                                                        | ~1980   | ~1988    | Formados e empregues no âmbito da República Democrática do Afeganistão com o apoio da União Soviética |
| África Oriental Italiana                   | Polícia da África Italiana                  | Polizia dell'Africa Italiana                                                                    | 1936    | 1945     | Criada inicialmente com o nome de Corpo de Polícia Colonial, foi responsável pela manutenção da ordem nas colônias da Líbia Italiana e da África Oriental Italiana. |
| Albânia                                    | Gendarmaria Real da Albânia                 | Xhandarmëria Mbretërore e Shqipëris                                                             | 1924    | ~1939    | |
| Benim                                      | Gendarmeria Nacional do Benim               | Gendarmerie nationale béninoise                                                                 | 1960    | 2017     | Foi fundida com a Polícia Nacional do Benin e formou, em 2018, a Polícia Republicana. |
| Alemanha                                   | Gendarmarias estaduais                      | Landgendarmerie                                                                                 | 1812    | 1972     | Vários estados alemães dispuseram das suas próprias gendarmarias, a primeira das quais foi a da Prússia, criada em 1812. A gendarmaria de Vurtemberga designava-se Landjägerkorps (Corpo de Caçadores do Estado). Durante o regime Nazi, as diversas gendarmarias estaduais foram fundidas num único corpo nacional de gendarmaria. Depois da Segunda Guerra Mundial foram reestabelecidas as gendarmarias separadas nos vários estados, as quais foram sendo posteriormente fundidas, em cada estado, com a polícia de ordem (Ordnungspolizei), formando uma polícia estadual (Landpolizei) unificada. |
| Alemanha                                   | Gendarmaria de Campanha                     | Feldgendarmerie                                                                                 | 1866    | 1945     | Constituiu a polícia militar do Exército Alemão, durante o Segundo e o Terceiro Reich, sendo a antecedente dos atuais Feldjäger (Caçadores de Campanha). Apesar da designação, não constituía uma gendarmaria no sentido clássico do termo, uma vez que não exercia o policiamento no âmbito da população civil. |
| Alemanha Oriental                          | Polícia Popular Alemã                       | Deutsche Volkspolizei                                                                           | 1945    | 1990     | Constituiu uma polícia militar responsável pela segurança na República Democrática da Alemanha. Após a reunificação alemã foi dissolvida, tendo sido substituída pela Bundespolizei e pelas polícias estaduais da Saxônia, Turíngia, Saxônia-Anhalt, Brandenburgo, Meclemburgo-Pomerânia Ocidental e Berlin. |
| Alemanha                                   | Guarda de Fronteira Federal                 | Bundesgrenzschutz                                                                               | 1961    | 2005     | Constituiu uma polícia militar responsável pela segurança na fronteira entre a República Federal da Alemanha e a República Democrática da Alemanha. Após a reunificação alemã, perdeu o status de combatente militar em 1994 e foi renomeada Bundespolizei, em 2005. |
| Áustria                                    | Gendarmaria Federal                         | Bundesgendarmerie                                                                               | 1849    | 2005     | Criada no âmbito do Império Austro-Húngaro como Imperial-Real Gendarmaria (k. k. Gendarmerie). Foi extinta durante o regime Nazi, sendo reestabelecida a seguir à Segunda Guerra Mundial. Em 2005, foi fundida com outros corpos policiais, formando a nova Bundespolizei (Polícia Federal). |
| Bélgica                                    | Gendarmaria                                 | Gendarmerie / Rijkswacht                                                                        | 1796    | 2001     | Formada sob o domínio francês no território que viria a ser a Bélgica, ainda antes do seu estabelecimento como estado independente em 1830. Extinta na sequência da reformulação do sistema policial belga em 2001. |
| Estado do Catanga                          | Gendermaria do Catanga                      | Gendarmerie katangaise                                                                          | 1960    | 1963     | Foi dissolvida após a queda do governo local perante às forças congolesas. |
| Colômbia                                   | Corpo de Gendarmaria Nacional               | Cuerpo de Gendarmeria Nacional                                                                  | 1906    | 1909     | |
| Congo Belga                                | Força Pública                               | Force publique                                                                                  | 1885    | 1960     | Foi transformada no Exército Nacional Congoles, após a independência do país. |
| Checoslováquia                             | Gendarmeria da Checosláquia                 | Československé četnictvo                                                                        | 1918    | 1942     | Foi fundida, em 1942, com a Polícia e os Bombeiros. |
| Creta                                      | Gendarmaria Cretense                        | Κρητική Χωροφυλακή [Kritiki Chorofylaki]                                                        | 1899    | 1916     | |
| Dinamarca                                  | Gendarmaria de Fronteira                    | Grænsegendarmeriet                                                                              | 1838    | 1958     | |
| El Salvador                                | Guarda Nacional                             | Guardia Nacional                                                                                | 1912    | 1922     | |
| Etiópia                                    | Guarda                                      | ዘበኛ [Zabagna]                                                                                   | 1916    | 1936     | Incluía a Kebur Zabagna (Guarda de Honra) do Imperador. |
| Espanha                                    | Corpo de Carabineiros                       | Cuerpo de Carabineros                                                                           | 1829    | 1940     | Responsável pelo policiamento no âmbito aduaneiro e fiscal, bem como pela vigilância das costas e fronteiras. Em 1940, foi integrado na Guarda Civil. |
| Espanha                                    | Guarda de Assalto                           | Guardia de Asalto                                                                               | 1932    | 1937     | Designação corrente do Cuerpo de Seguridad y Asalto (Corpo de Segurança e Assalto), sendo os seus membros conhecidos como "guardias de asalto" (guardas de assalto) ou simplesmente "asaltos". Foi criado, durante a Segunda República Espanhola, como uma força militarizada de intervenção policial, vocacionada para a manutenção da ordem pública nas áreas urbanas. |
| Espanha                                    | Corpo de Polícia Armada e de Tráfego        | Cuerpo de Policía Armada y de Tráfico                                                           | 1839    | 1978     | Tinha como missão a vigilância, total e permanente em rodovias e estradas rurais, assim como a repressão de distúrbios civis. Em 1959, o policiamento rodoviário foi transferido para a responsabilidade da Guarda Civil e suas unidades antidistúrbios foram absorvidas pelo Corpo Nacional de Polícia, em 1978. |
| EUA                                        | Cavalaria dos EUA                           | U.S. Cavalry                                                                                    | 1832    | 1877     | A cavalaria do Exército dos EUA desempenhou funções de gendarmaria no Velho Oeste, antes da implementação da lei e ordem e do estabelecimento das autoridades civis. |
| Filipinas                                  | Polícia Militar das Filipinas               | Hukbong Pamayapa ng Pilipinas / Philippine Constabulary                                         | 1901    | 1991     | Tornou-se na base da atual Polícia Nacional Filipina. |
| Grécia                                     | Gendarmaria Grega                           | Ελληνική Χωροφυλακή [Elliniki Chorofylaki]                                                      | 1833    | 1984     | Foi fundida com a Polícia Urbana e transformada na Polícia Helênica, com status civil. |
| Hungria                                    | Gendarmaria                                 | Királyi csendőrség                                                                              | 1881    | 1945     | Criada durante a Monarquia Dual Austro-Húngara como Gendarmaria Real da Hungria (k.u. Gendarmerie), em moldes semelhantes à Imperial-Real Gendarmaria (k.k. Gendarmerie) da Áustria. |
| Hungria                                    | Serviço de Segurança e de Aplicação da Lei  | Rendészeti Biztonsági Szolgálat                                                                 | 2004    | 2008     | |
| Índia Portuguesa                           | Corpo de Polícia e Fiscalização da Índia    |                                                                                                 | 1924    | 1946     | Substituída pela Polícia do Estado da Índia, com estatuto civil. |
| Irão                                       | Gendarmaria                                 | Zhandarmiri                                                                                     | 1911    | 1990     | Ao longo dos tempos, sofreu várias reformulações e designações até ser dissolvida em 1990. |
| Irlanda e Irlanda do Norte                 | Polícia Real Irlandesa                      | Royal Irish Constabulary                                                                        | 1822    | 1922     | Na sequência da separação da Irlanda do Norte da do Sul, deu origem ao Royal Ulster Constabulary (Polícia Real do Ulster) e à Garda Síochána (Polícia da Irlanda) em 1922. |
| Irlanda e Irlanda do Norte                 | Polícia Real da Irlanda do Norte            | Royal Ulster Constabulary                                                                       | 1922    | 2001     | |
| Itália                                     | Guarda Nacional Republicana                 | Guardia Nazionale Repubblicana                                                                  | 1943    | 1945     | Formada no âmbito da República Social Italiana, fruto da fusão dos Carabinieri com a Milizia Volontaria per la Sicurezza Nazionale. |
| Japão                                      | Soldados da Lei                             | 憲兵隊 [Kempeitai]                                                                              | 1881    | 1945     | Parte do Exército Imperial Japonês, desempenhando tanto funções de polícia militar como de polícia da população civil. |
| Japão                                      | Polícia Especial                            | 特警隊 [Tokkeitai]                                                                              | 1942    | 1945     | Correspondente à Kempetai na Marinha Imperial Japonesa. |
| Japão                                      | Polícia Superior Especial                   | 特別高等警察 [Tokubetsu Kōtō Keisatsu]                                                          | 1911    | 1945     | A sua designação é frequentemente abreviada para "Tokkō". Foi estabelecida principalmente para combater as ideologias e movimentos políticos considerados uma ameaça para a ordem pública. |
| Japão                                      | Polícia Rural Nacional                      |                                                                                                 | 1947    | 1954     | Força policial nacional que funcionou no pós-Guerra até à criação da Agência de Polícia Nacional. |
| Luxemburgo                                 | Gendarmaria Grã-Ducal                       | Gendarmerie grand-ducale                                                                        | 1733    | 2000     | Foi fundida com polícias locais para formar a Polícia Grã-Ducal, em 2000. |
| México                                     | Guarda Rural                                | Guardia Rural                                                                                   | 1861    | 1914     | Os seus membros eram conhecidos como “Rurales”. Este termo é ainda utilizado para designar os membros do Corpo de Defesa Rural do México. |
| México                                     | Gendarmeria Nacional                        | División de Gendarmeria de la Polícia Federal                                                   | 2014    | 2019     | Criada em 22 de agosto de 2014 pelo presidente Enrique Peña Nieto, para diminuir o atuação do crime organizado, essa divisão, como outras que formavam a a Polícia Militar do Exército e a Polícia Naval mexicanas, foram fundidas oficialmente no dia 1º de outubro de 2019, para formar a Guarda Nacional |
| Moçambique (África Oriental Portuguesa)    | Guarda Republicana de Lourenço Marques      |                                                                                                 | 1913    | 1924     | Substituída pela Guarda Cívica e pela Polícia Civil de Lourenço Marques |
| Moçambique (África Oriental Portuguesa)    | Guarda Policial da Companhia de Moçambique  |                                                                                                 | 1914    | 1925     | Força policial e militar do território sob administração da Companhia de Moçambique (Território de Manica e Sofala). Substituída pelas Forças Policiais da Companhia de Moçambique. |
| Nicarágua                                  | Guarda Nacional                             | Guardia Nacional                                                                                | 1909    | 1979     | Substituída pela Polícia Nacional. |
| Palestina                                  | Gendarmaria Britânica                       | British Gendarmerie                                                                             | 1920    | 1926     | Substituída pela Transjordan Frontier Force (Força de Fronteira Transjordana). |
| Panamá                                     | Guarda Nacional do Panamá                   | Guardia Nacional de Panamá                                                                      | 1968    | 1990     | Renomeada, em 1983, como "Forças de Defesa Nacionais" pelo ditador Manuel Antonio Noriega, foi extinta em 1990, após sua deposição por militares Estados Unidos. |
| Peru                                       | Gendarmaria Nacional do Peru                | Gendarmería Nacional del Perú                                                                   | 1852    | 1924     | Tornou-se na base da Guardia Civil (Guarda Civil). |
| Portugal                                   | Guarda Fiscal                               |                                                                                                 | 1885    | 1993     | Dependente do Ministério das Finanças e limitada ao policiamento no âmbito aduaneiro e fiscal. Em 1993, foi integrada na Guarda Nacional Republicana, como Brigada Fiscal. |
| Ruanda                                     | Gendarmeria Nacional                        | Gendarmerie Nationale                                                                           | 1962    | 2000     | Foi fundida com a Polícia Comunal e com a Polícia Judicial, formando a atual Polícia Nacional de Ruanda. |
| Império Russo                              | Corpo Independente de Gendarmes             | Отдельный корпус жандармов [Otdelnyi Korpus Zhandarmov]                                         | 1836    | 1917     | Foi extinta logo após a queda do Império Russo. |
| Rússia                                     | Tropas Internas da Rússia                   | Внутренние войска Министерства внутренних дел [Vnutrenniye Voiska Ministerstva Vnutrennikh Del] | 1917    | 2016     | Extinto e transformado na Guarda Nacional da Rússia. |
| São Tomé e Príncipe (província portuguesa) | Guarda Nacional Republicana (Polícia Rural) |                                                                                                 | 1961    | 1975     | Parte do Corpo de Polícia de São Tomé e Príncipe |
| Transjordânia                              | Força de Fronteira da Transjordânia         | Transjordan Frontier Force                                                                      | 1926    | 1948     | Foi desmobilizada com o fim da presença britânica no Oriente Médio. |
| Território Índio dos EUA                   | Cavalaria Ligeira                           | Lighthorse                                                                                      |         |          | Designação dada pelas cinco tribos civilizadas de índios dos EUA à sua força de polícia a cavalo. |
| Ucrânia                                    | Tropas Internas                             | Внутрішні війська України [Vnutrisni Viys'ka Ukrayiny]                                          | 1992    | 2014     | Foi dissolvida e incorporada à Guarda Nacional da Ucrânia |
| Vaticano                                   | Gendarmaria Pontifica                       | Gendarmeria Pontificia                                                                          | 1816    | 1971     | Designado, até 1856, “Corpo dei Carabinieri Pontifici” (Corpo dos Carabineiros Pontífices), foi substituído pelo Ufficio Centrale di Vigilanza (Gabinete Central de Vigilância) de natureza civil, e porteriormente, pelo Corpo di Vigilanza dello Stato della Città del Vaticano (Corpo de Vigilância do Estado da Cidade do Vaticano). Em 2002, foi redesignado “Corpo de Gendarmeria dello Stato della Città del Vaticano” (Corpo da Gendarmaria do Estado da Cidade do Vaticano). |
| Zaire                                      | Gendarmeria Nacional                        | Gendarmerie nationale                                                                           | 1972    | 1997     | Fundida com a Guarda Civil para formar a Polícia Nacional do Congo. |
| Zona de Ocupação Americana                 | Polícia Militar dos Estados Unidos          | United States Constabulary                                                                      | 1946    | 1952     | Constituída por militares do Exército dos EUA nas Zonas de Ocupação alemã e austríaca sob sua responsabilidade, após a Segunda Guerra Mundial. |